# San Bartolomé Milpas Altas
San Bartolomé Milpas Altas är en kommunhuvudort i Guatemala.   Den ligger i departementet Departamento de Sacatepéquez, i den centrala delen av landet, 18 km väster om huvudstaden Guatemala City. San Bartolomé Milpas Altas ligger 2 113 meter över havet och antalet invånare är 6 261.
Terrängen runt San Bartolomé Milpas Altas är kuperad. Runt San Bartolomé Milpas Altas är det mycket tätbefolkat, med 1 956 invånare per kvadratkilometer. Närmaste större samhälle är Guatemala City, 18,3 km öster om San Bartolomé Milpas Altas. I omgivningarna runt San Bartolomé Milpas Altas växer huvudsakligen savannskog.